# Klaus Sessar
Klaus Sessar (* 5. August 1937 in Berlin) ist ein deutscher Rechtswissenschaftler und Kriminologe. Er lehrte bis zur Emeritierung 2002 als Professor an der Universität Hamburg.
Sessar studierte von 1958 bis 1963 Rechtswissenschaften an der Universität München und an der Universität Freiburg und dann von 1971 bis 1972 Soziologie an der Boston University. Er wurde 1972 in Freiburg promoviert, ebendort habilitierte er sich 1981. Von 1967 bis 1970 und von 1973 bis 1982 war er Wissenschaftlicher Mitarbeiter am Max-Planck-Institut für ausländisches und internationales Strafrecht in Freiburg. Von 1982 bis zu seiner Emeritierung 2002 war Sessar Professor für die Fächer Kriminologie, Jugendstrafrecht und Strafvollzug an der Universität Hamburg.

## Veröffentlichungen
- Herrschaft und Verbrechen. Kontrolle der Gesellschaft durch Kriminalisierung und Exklusion. Lit Verlag, Münster 2008 ISBN 3825810283